# (74) Galatea
(74) Galatea es un asteroide que forma parte del cinturón de asteroides y fue descubierto el 29 de agosto de 1862 por Ernst Wilhelm Leberecht Tempel desde el observatorio de Marsella, Francia.
Está nombrado por Galatea, un personaje de la mitología griega.

## Características orbitales
Galatea orbita a una distancia media de 2,778 ua del Sol, pudiendo alejarse hasta 3,445 ua. Tiene una excentricidad de 0,24 y una inclinación orbital de 4,77° Emplea 1692 días en completar una órbita alrededor del Sol.